# Queer-Theologie
Die Queer-Theologie (englisch queer theology) ist eine theologische Strömung, die Theologie ausgehend von der Lebenswirklichkeit queerer Menschen (LGBT) betreiben will.

## Selbstverständnis
Queer-Theologie versteht sich überwiegend als Theologie der Befreiung aus einer heteronormativen Religiosität, welche nicht-heterosexuelle Menschen als Abweichung von der kreatürlichen Norm oder als sündig betrachtet.
Marcella Althaus-Reid interpretiert das Aufkommen der klassischen Befreiungstheologie in Lateinamerika als das Eindringen eines neuen, bislang marginalisierten oder exkludierten Subjekts, namentlich der wirtschaftlich Ausgebeuteten und politisch Unterdrückten. Indem sie in Praxis und Theorie gesellschaftlich randständige Gruppen in den Mittelpunkt stellte, war die Theologie der Befreiung laut Althaus-Reid „unanständig“ (engl. indecent). Allerdings habe die klassische Befreiungstheologie niemals die heterosexuelle Identität ihres Subjekts in Frage gestellt, und auch Genderfragen seien nur ungenügend thematisiert worden. Queere Theologie ist demgegenüber der theologisch reflektierte Befreiungskampf eines neuen, „sexuellen“ Subjekts, welches selbst in der klassischen Befreiungstheologie exkludiert war: die Queer People im weitesten Sinn. So versteht Robert Goss, dessen Manifest Jesus ACTED UP! aus dem Jahre 1993 zu den frühen Werken der Queer-Theologie gehört, diese als kritische Weiterentwicklung der ursprünglichen Befreiungstheologie.
Die Queer-Theologie versucht bewusst zu reflektieren, dass das Subjekt ihres Theologietreibens kein einheitliches sein kann. Menschen aus dem LGBT-Kontext haben unterschiedliche, bisweilen auch widerstreitende Interessen. Anstatt der Heteronormativität ein einheitliches Subjekt entgegenzustellen, versucht die Queer-Theologie deshalb eher eine Dekonstruktion der – in der klassischen Theologie stillschweigend vorausgesetzten – heterosexuellen Normalität und nimmt dabei die poststrukturalistische Kritik am Subjektbegriff auf.
Heute sehen nicht mehr alle Queer-Theologen ihr Wirken als Auseinandersetzung mit der lateinamerikanischen Befreiungstheologie an. So schlug Althaus-Reid vor, den Begriff der Befreiung durch Georges Batailles Konzept der Transgression („Grenzüberschreitung, die eine innere Erfahrung evoziert“) zu ersetzen, ohne jedoch den kritischen Bezug zur Theologie der Befreiung aufzugeben. Queer-Theologie kann insofern auch heute noch aufgrund des von ihr vertretenen emanzipatorischen Anspruchs als Befreiungstheologie verstanden werden.

## Methode
Queer-Theologie versucht einerseits, in Theologie- und Kirchengeschichte Spuren queerer Subjekte zu entdecken, die im Rahmen einer heteronormativen Epistemologie unsichtbar bleiben. Gleichzeitig geht es um die Frage, ob religiöse Traditionen, wie oft unterstellt, intrinsisch homophob sein müssen. Hierbei spielten die religionsgeschichtlichen Studien John Boswells eine Pionierrolle. Queer-Theologie ist in dieser Hinsicht ein Anwendungsgebiet der Queer Studies.
Kontrovers diskutiert werden dabei insbesondere biblische Texte, die häufig zur Rechtfertigung der Diskriminierung Homosexueller herangezogen werden. Queer-theologische Interpretationen versuchen, die Wirkungsgeschichte solcher Texte kritisch zu untersuchen und die im Text aufgestellten Normen kontextgerecht zu interpretieren, um sie auf ihre Gültigkeit für queere Menschen heute zu befragen. Ein Queer-Theologe wie Thomas D. Hanks kommt dabei zu dem Ergebnis, dass der biblisch begründeten homophoben Gewalt – z. B. in der Interpretation der Erzählung von Sodom und Gomorra – oftmals eine „Gewalt an der Bibel“ vorangeht, indem einem Text unter Missachtung seines Entstehungszusammenhangs oder seiner Botschaft eine heteronormative Deutung aufgedrängt wird. Bob Goss gibt zusammen mit Mona West und anderen einen Bibelkommentar in diesem Sinne heraus, den Queer Bible Commentary.
Queere Theologie versucht andererseits, biblische Erzählungen zu „queeren“. Damit ist eine Relektüre gemeint, die die Texte der Bibel für LGBT-Kontexte lebensnah auslegt. So wird ermöglicht, dass queere Menschen sich religiöse Traditionen auf kreative Weise aneignen können, nicht nur im persönlichen Umfeld, sondern auch in Kirche und Öffentlichkeit:

“It is a fight for representativity, for a person reading theology to be able to be interpellated by the text, that is, by saying ‘it is me; I recognise myself in this situation.’”

Ziel ist die durchaus kämpferische Überwindung „schizophrener Spiritualitäten“, die das Ausleben queerer Sexualitäten und Lebensentwürfe nur unter dem Ausschluss der Öffentlichkeit erlauben, und ihnen keine Ausdrucksmöglichkeiten in den christlichen Kirchen und allgemein im Raum des Religiösen ermöglichen.

## Organisationsformen Queerer Theologie
Die Queer-Theologie versteht sich überwiegend als eine von der Basis her betriebene Theologie. Weltweit sind verschiedene Laienorganisationen und Missionswerke entstanden, die sich gezielt an schwullesbische und queere Menschen richten und ein „inklusives Christentum“ ohne sexuelle Diskriminierung vertreten. Die 1968 in Los Angeles gegründete Metropolitan Community Church (MCC) hat sich zu einer weltweiten Kirche entwickelt, die in 23 Ländern (darunter auch Deutschland) vertreten ist. Ursprünglich aus der kalifornischen Schwulenszene heraus entstanden, richtete die MCC sich zunächst vor allem an schwullesbische Menschen, sieht sich dabei aber einem Prinzip umfassender Inklusivität verpflichtet, so dass in der MCC alle Menschen christlichen Glaubens willkommen sind. Einige bedeutende Queer-Theologen sind Pastoren oder Laienmitglieder der MCC.
Überwiegend gehören Queer-Theologen jedoch den traditionellen christlichen Konfessionen an, innerhalb derer sie sich für die Akzeptanz von LGBT-Personen einsetzen. So gibt es z. B. in den Vereinigten Staaten die Organisation DignityUSA, die mittlerweile auch eine kanadische Schwesterorganisation hat. Dignity setzt sich seit 1969 (dem Jahr ihrer Gründung durch Patrick Nidorf) für die Akzeptanz von LGBT-Personen insbesondere in der römisch-katholischen Kirche ein. IntegrityUSA, 1974 von Louie Crew gegründet, verfolgt innerhalb der Episkopalkirche der Vereinigten Staaten von Amerika eine ähnliche Zielsetzung. Im deutschsprachigen Raum wirken Organisationen wie Zwischenraum oder die Ökumenische Arbeitsgruppe Homosexuelle und Kirche im Sinne der Queer-Theologie. Auf Initiative von Theologen und LGBT-Aktivisten unterstützten drei evangelische Kirchen in Argentinien (unierter, lutherischer und waldensischer Konfession) aktiv die Einführung der gleichgeschlechtlichen Ehe. Soulforce ist eine US-amerikanische Bürgerrechtsorganisation, die gewaltfrei gegen religiös motivierte Trans- und Homophobie kämpft.